# Walter Hermann Bucher
Walter Hermann Bucher (12 mars 1888-17 février 1965) est un géologue et paléontologue américain originaire d'Allemagne.